# Kurityán
Kurityán là một thị trấn thuộc hạt Borsod-Abaúj-Zemplén, Hungary. Thị trấn này có diện tích 7,54 km², dân số năm 2010 là 1701 người, mật độ 226 người/km².